# Canal de Navarrés
La Canal de Navarrés est une comarque de la province de Valence, dans la Communauté valencienne, en Espagne. Son chef-lieu est Enguera.

## Communes

Communes du Canal de Navarrés.

- Anna
- Bicorp
- Bolbaite
- Chella
- Enguera
- Millares
- Navarrés
- Quesa